# Гхент-Кангрі
Гхент Кангрі Ghent Kangri (або Mount Ghent, Ghaint I) — вершина на півночі групи Салторо Saltoro Range, що є частиною Каракорума. Лежить на захід від льодовика Сіачен, в регіоні, контрольованому Індією.
Перше сходження здійснив австрійський альпініст Вольфган Акст (Wolfgang Axt) 4 червня 1961 р.
Занотовано тільки 3 пізніших сходження в 1977, 1980, i 1984 рр.